# 지미 딘

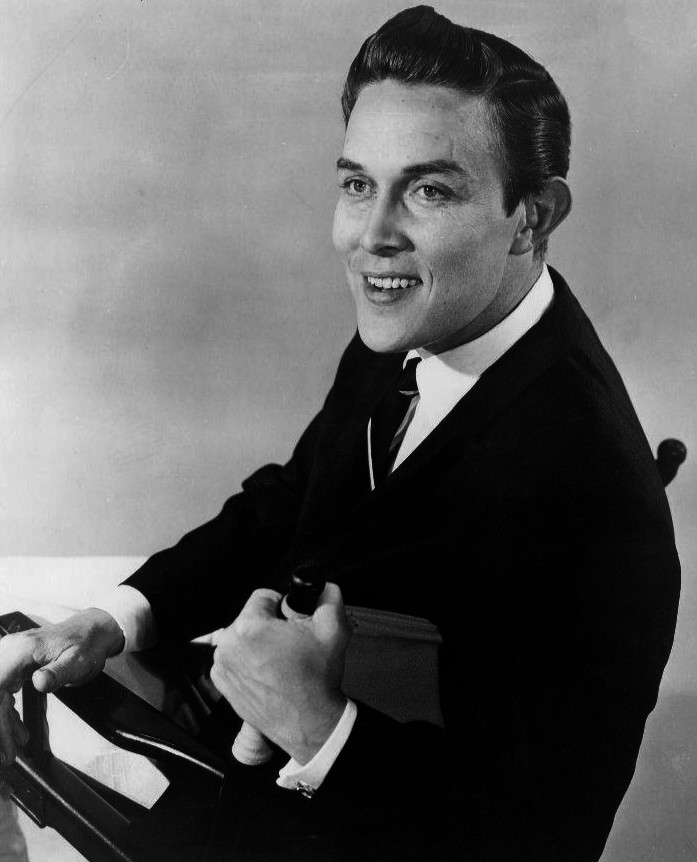

지미 딘(Jimmy Dean, 1928년 8월 10일 ~ 2010년 6월 13일)은 미국의 가수, 배우, 기업가, 사업가, 진행자이다.

## 영화
- 꿈꾸는 낙원 (1978년)
- 롤링 맨 (1972년)
- 롤링 맨 (1972년)
- 007 다이아몬드는 영원히 (1971년) - 윌라드 와이트 역
- 데이빗 프로스트 쇼 (1969년)